# Arboretele de fag de la Râul Mic
Arboretele de fag de la Râul Mic este o arie protejată de interes local (rezervație naturală de tip forestier), situată în județul Arad, pe teritoriul administrativ al comunei Hălmăgel.

## Descriere
Rezervația naturală aflată pe  Valea Pârâului mic, un afluent al Râului Luncșoara, pe suprafața teritorială a satului Luncșoara, are o suprafață de 165, 50 ha, și reprezintă o arie împădurită cu arborete de fag (Fagus sylvatica), proveniți din semințe regenerate natural, cu vârste cuprinse între 90 și 160 de ani, ce asigură o producție de jir de calitate genetică superioară.